# Barnaviridae
Barnavidae es una familia de virus que infectan hongos. Contienen un genoma de ARN monocatenario positivo y por lo tanto se incluyen en el Grupo IV de la Clasificación de Baltimore. Sus huéspedes son las setas y pueden ser de importancia para la micocultura ya que la infección por estos virus puede afectar la recolección de setas. Se ha descrito un solo género Barnavirus.

## Descripción

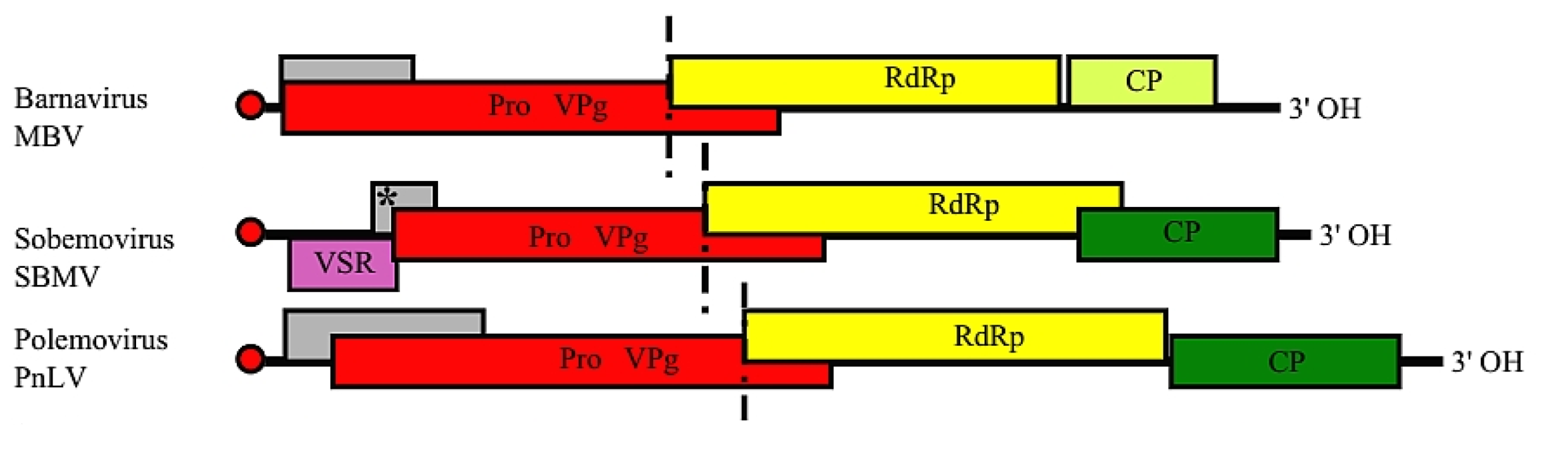
Genoma de los barnavirus.

Los virus de la familia Barnaviridae tienen una cápside con geometrías icosaédricas y baciliformes y simetría T = 1. No poseen envoltura vírica. Estos virus tienen una longitud aproximada de 50 nm. Los genomas son lineales, de alrededor de 4 kb de longitud. El genoma tiene 43 marcos de lectura abiertos.
La replicación viral se produce en el citoplasma. La entrada en la célula huésped se logra mediante la penetración en la célula huésped. La replicación sigue el modelo de replicación de los virus de ARN de cadena positiva. La transcripción de los virus de ARN de cadena positiva es el método de transcripción. Las setas sirven como huéspedes naturales.